# Les Invendables
Les Invendables est un groupe de rock alternatif français, originaire de Paris. Il est formé en 1987 et se sépare en 1992.

## Biographie
Les Invendables sont formés en 1987 par Blank (ex-Garçons Bouchers), Grioux (basse), Philippe M (Tchin-tchin Napalm) (batterie), et Charles Petglaoui et Charly Pouët-Pouët (saxophone). Ils jouent à la Divette de Montmartre, et publient un premier single intitulé Ripa/Pipo en 1988. Il est suivi d'un autre intitulé God Shaves the Skins(qui fera la vitrine de New-Rose pendant une semaine), la même année. Plusieurs concerts ont lieu (Paris Espace Ornano - Élysée Montmartre/Bruxelles/Lectoure, notamment) Puis sort Dallas sur Seine en 1989. Ils sont tous produits par Productions Squale Records et Le Silence de la Rue, et les titres sont chantés en français. en 1991, Les saxos Petglaoui et Pouët-Pouët ne font plus partie du Groupe.
Ce n'est qu'à partir de1992 que le groupe publie son premier et unique album studio intitulé Le Rêve parisien. Il est produit au moyen de souscription auprès du public, enregistré au studio Ornano et distribué par le Silence de la rue. Les Invendables font un concert pour sa sortie au Rex-Club et y invitent les souscripteurs à cette occasion. Mais c'est également cette année que Les Invendables se séparent officiellement.
Tous les morceaux sont proposés par Blank et les arrangements ont été l’œuvre de tous les membres du groupe. Philippe M était un des dirigeants de SDG Warhead Productions. Grioux était auparavant Bassiste de Éric Peugeot et ses ravisseurs. Pouët-Pouët joue sur le CD (version française avec 3 titres supplémentaires ) du groupe anglais de ska Bad Manners, Eat the Beat (Squale Records). Petglaoui jouait du saxo dans des groupes de jazz. Sur le morceau, La Différence dans le CD Le Rêve parisien, c'est Kiki l'ingénieur du son qui joue du bandonéon.

## Membres
- Blank - composition, guitare, chant (ex-Garçons Bouchers)
- Grioux - basse
- Philippe M (Tchin-Tchin Napalm) - batterie
- Charles Petglaoui - saxophone
- Charly Pouët-Pouët - saxophone

## Discographie

### Album studio
- 1992 : Le Rêve parisien

### Vinyles
- 1988 : Ripa / Pipo (45 tours)
- 1988 : God Shaves the Skins / Chicken Skin (45 tours)
- 1989 : Dallas-sur-Seine / Tous ces enculés ! (45 tours)

## Clips
- 1989 : Ripa (réalisation Zimski ex-Norton Zimmer)
- 1992 : Le Rêve parisien (réalisation Zimski ex-Norton Zimmer)
- 1992 : Bleu-Blue (réalisation Zimski ex-Norton Zimmer)